# 港浩一
港浩一（日语：／ Minato Kōichi，1952年5月15日—）是一名日本电视制作人，现任富士电视台社长。

## 经历
港浩一出生于北海道，毕业于早稻田大学第一文学部。1976年进入富士电视台工作，在制作部门担当导演、制作人等职务，参与和主掌了多个热门综艺节目，与隧道二人組、明石家秋刀鱼等都有多次合作。曾任富士电视台综艺节目制作中心主任。
2013年6月就任富士电视台常务董事。因同年《矛盾大對決》造假风波而受到减薪处分。
2015年6月出任共同电视台社长。
2022年6月出任富士电视台社长兼富士媒体控股董事。
2025年1月27日，富士電視台臨時董事會，會長嘉納修治與社長港浩一為中居正廣性醜聞辭職，專務清水賢治接任社長。